# Casa do Outeiro
A Casa do Outeiro localiza-se na freguesia de Arcozelo, na vila e no município de Ponte de Lima, distrito de Viana do Castelo, em Portugal.
Encontra-se classificada como Imóvel de Interesse Público desde 3 de janeiro de 1986.

## História
Foi edificada no século XVI, tendo sido alvo de várias alteração nos séculos seguintes.
O seu atual aspecto data de uma reforma em 1787, por iniciativa do capitão Francisco de Abreu de Lima.

## Características
É um solar com planta em "L", precedido por um amplo terreiro com frondosas árvores. O portal é ombreado pela pedra de armas da família e o conjunto compreende ainda uma capela.
O abastecimento de água era feito através de um sistema que incluía um imponente aqueduto em granito.